# KC Стедіум
«KC Стедіум» (англ. KC Stadium) — англійський спортивний стадіон в Кінгстон-апон-Галлі.
На стадіоні проводять свої ігри футбольний клуб «Галл Сіті» та регбійний клуб «Галл». Також тут проводяться міжнародні матчі футбольних і регбійних змагань, крім того — музичні концерти, зокрема Елтона Джона та «The Who».